# Eric Bailly
Eric Bertrand Bailly (Bingerville, 1994. április 12. –) elefántcsontparti válogatott labdarúgó, a Real Oviedo csapatában játszik belső védőként.
Az elefántcsontparti válogatott tagjaként részt vett a 2015-ös afrikai nemzetek kupáján.

## Pályafutása

### Espanyol
Bailly Bingerville városában született, és 17 évesen, 2011 decemberében csatlakozott az Espanyol utánpótlásához. Csak a következő év októberében kapott munkavállalási engedélyt, így bemutatkozására a 2013-2014-es másodosztályú spanyol bajnokságban került sor a barcelonai klub tartalékcsapatában. 2014. október 5-én az első osztályban is bemutatkozhatott, a Real Sociedad ellen cserélték be a mérkőzés hajrájában.

### Villarreal
2015. január 29-én szerződött a Villarrealhoz, új csapata 5.7 millió eurót fizetett érte. Február 22-én az SD Eibar elleni mérkőzésen debütált.
Március 19-én bemutatkozott az Európa-ligában is a Sevilla elleni összecsapáson. Október 18-án Celta Vigo elleni bajnokin kiállították, csapata pedig 2-1-es vereséget szenvedett az El Madrigálban. Hét mérkőzésen lépett pályára a nemzetközi porondon, csapata egészen a legjobb négyig jutott a második számú kupasorozatban. Első gólját a Dinamo Minszk elleni csoportmérkőzésen szerezte 2015. október 22-én.

### Manchester United
2016. június 8-án szerződtette a Manchester United, 30 millió eurót fizetve előző klubjának. Négyéves szerződést írt alá, ő volt José Mourinho első igazolása a "Vörös Ördögök"-nél. Augusztus 7-én, a Leicester City elleni Community Shield mérkőzésen a kezdőcsapatban kapott helyet, csapata 2–1-es győzelme után rögtön kupagyőzelmet ünnepelhetett, valamint a mérkőzés legjobbjának is megválasztották.
A bajnokságban egy héttel később, a Bournemouth ellen mutatkozott be.
Augusztusban a szurkolók a hónap játékosának választották. Október 23-án, a Chelsea elleni 4-0-ára elveszített mérkőzés 52. percében súlyos térdsérülést szenvedett. Végül 25 bajnoki mérkőzésen lépett pályára, a 2016–2017-es Európa-liga-sorozatban pedig, amit a Manchester United megnyert, 11 alkalommal lépett pályára. Bekerült az év csapatába is a második számú európai kupában.
2017. augusztus 19-én szerezte pályafutása első bajnoki gólját a a Swansea City feletti 4-0-s győzelem alkalmával.
2017. november 8-án bokasérülést szenvedett, 2018. február 16-án térhetett vissza a pályára, 13 bajnoki mérkőzést játszott a szezonban.
2019 júliusában a felkészülési időszak alatt a Tottenham elleni mérkőzésen térdsérülést szenvedett, emiatt öt hónapos kihagyásra kényszerülve.

### Real Oviedo
2025. augusztus 18-án kétéves szerződéstírt alá a Real Oviedo csapatával.

### A válogatottban
Baillyt Hervé Renard beválogatta a 2015-ös afrikai nemzetek kupáján részt vevő keretébe, a felnőtt válogatottban 2015. január 11-én, egy Nigéria elleni barátságos mérkőzésen mutatkozott be. A kontinenstornán hat mérkőzésen lépett pályára és bajnoki címet ünnepelhetett.
A 2019-es kontinenstornát sérülés miatt hagyta ki.

## Statisztika

### Klub
2023. június 3-án frissítve.
| Klub                   | Szezon         | Bajnokság          | Bajnokság | Bajnokság | Kupa | Kupa  | Ligakupa | Ligakupa | Nemzetközi | Nemzetközi | Egyéb | Egyéb | Összesen | Összesen |
| Klub                   | Szezon         | Bajnokság          | P.        | Gólok     | P.   | Gólok | P.       | Gólok    | P.         | Gólok      | P.    | Gólok | P.       | Gólok    |
| ---------------------- | -------------- | ------------------ | --------- | --------- | ---- | ----- | -------- | -------- | ---------- | ---------- | ----- | ----- | -------- | -------- |
| Espanyol B             | 2013–2014      | Segunda División B | 20        | 0         | —    | —     | —        | —        | —          | —          | —     | —     | 20       | 0        |
| Espanyol B             | 2014–2015      | Segunda División B | 1         | 0         | —    | —     | —        | —        | —          | —          | —     | —     | 1        | 0        |
| Espanyol B             | Összesen       | Összesen           | 21        | 0         | 0    | 0     | 0        | 0        | 0          | 0          | 0     | 0     | 21       | 0        |
| Espanyol               | 2014–2015      | La Liga            | 5         | 0         | 0    | 0     | —        | —        | —          | —          | —     | —     | 5        | 0        |
| Villarreal             | 2014–2015      | La Liga            | 10        | 0         | 0    | 0     | —        | —        | 2          | 0          | —     | —     | 12       | 0        |
| Villarreal             | 2015–2016      | La Liga            | 25        | 0         | 3    | 0     | —        | —        | 7          | 1          | —     | —     | 35       | 1        |
| Villarreal             | Összesen       | Összesen           | 35        | 0         | 3    | 0     | 0        | 0        | 9          | 1          | 0     | 0     | 47       | 1        |
| Manchester United      | 2016–2017      | Premier League     | 25        | 0         | 0    | 0     | 1        | 0        | 11         | 0          | 1     | 0     | 38       | 0        |
| Manchester United      | 2017–2018      | Premier League     | 13        | 1         | 2    | 0     | 0        | 0        | 3          | 0          | 0     | 0     | 18       | 1        |
| Manchester United      | 2018–2019      | Premier League     | 12        | 0         | 1    | 0     | 1        | 0        | 4          | 0          | —     | —     | 18       | 0        |
| Manchester United      | 2019–2020      | Premier League     | 4         | 0         | 3    | 0     | 0        | 0        | 4          | 0          | —     | —     | 11       | 0        |
| Manchester United      | 2020–2021      | Premier League     | 12        | 0         | 1    | 0     | 3        | 0        | 5          | 0          | —     | —     | 21       | 0        |
| Manchester United      | 2021–2022      | Premier League     | 4         | 0         | 0    | 0     | 1        | 0        | 2          | 0          | —     | —     | 7        | 0        |
| Manchester United      | Összesen       | Összesen           | 70        | 1         | 7    | 0     | 6        | 0        | 29         | 0          | 1     | 0     | 113      | 1        |
| Marseille (kölcsönben) | 2022–2023      | Ligue 1            | 17        | 0         | 1    | 0     | —        | —        | 5          | 0          | —     | —     | 23       | 0        |
| Karrier összes         | Karrier összes | Karrier összes     | 148       | 1         | 11   | 0     | 6        | 0        | 43         | 1          | 1     | 0     | 209      | 2        |

1. 1 2 3 4 5  Pályára lépések az Európa-ligában
2. ↑  Pályára lépések az angol szuperkupában
3. 1 2 3 4  Pályára lépések az UEFA-bajnokok ligájában

### Válogatott
2023. március 24-én frissítve.
| Elefántcsontpart | Elefántcsontpart | Elefántcsontpart |
| Év               | Pályára lépés    | Gólok            |
| ---------------- | ---------------- | ---------------- |
| 2015             | 12               | 0                |
| 2016             | 5                | 0                |
| 2017             | 11               | 0                |
| 2018             | 5                | 1                |
| 2019             | 1                | 1                |
| 2020             | 2                | 0                |
| 2021             | 5                | 0                |
| 2022             | 5                | 0                |
| 2023             | 1                | 0                |
| Összesen         | 47               | 2                |

## Sikerei, díjai
Manchester United
- Community Shield: 2016
- Ligakupa: 2016–2017
- Európa-liga: 2016–2017[28]

Elefántcsontpart
- Afrikai nemzetek kupája (1): 2015

Egyéni
- CAF Az év csapata: 2016, 2017, 2018
- UEFA Európa-liga A szezon csapata: 2016–2017
- IFFHS CAF Az évtized férfi csapata: 2011–2020[29]